# Stare Miasto (Karwina)
Stare Miasto (czes. Staré Město, niem. Altstadt) – część miasta Karwina w kraju morawsko-śląskim, w powiecie Karwina w Czechach. Jest to także gmina katastralna o nazwie Staré Město u Karviné (Stare Miasto koło Karwiny) i powierzchni  853,26 ha. W 2001 r. liczyły 855 mieszkańców, a w 2010 odnotowano 317 adresów. 

## Historia
Prawdopodobnie tutaj, na prawym brzegu Olzy umiejscowiony był stary Frysztat, zakładany na początku XIV wieku na gruntach wsi Raj, jednak częste powodzie dały jeszcze w XIV wieku impuls do założenia nowej osady w miejscu, gdzie Frysztat stoi do dziś.
Stare Miasto k. Frysztatu zostało po raz pierwszy wzmiankowane w 1434 r. jako Altstadt, w 1447 r. wzmiankowano miesto Frysstath a Stari Frystath, zaś w 1450 r. Stare miesto. Politycznie wieś znajdowała się wówczas w granicach księstwa cieszyńskiego, będącego lennem Królestwa Czech, a od 1526 roku w wyniku objęcia tronu czeskiego przez Habsburgów wraz z regionem aż do 1918 roku w monarchii Habsburgów (potocznie Austrii). 
Stąd pochodził rolnik Ondra Foltýn, który wywołał w 1766 r. największe w tym regionie powstanie chłopskie, w wyniku którego zniesiono pańszczyznę. 
Według austriackiego spisu ludności z 1910 r. Stare Miasto miało 1335 mieszkańców, z czego 1322 było zameldowanych na stałe, 1316 (99,5%) było polsko- a 6 (0,5%) niemieckojęzycznymi, 899 (67,3%) było katolikami, 424 (31,8%) ewangelikami, 11 (0,8%)  wyznawcami judaizmu oraz 1 (0,1%) innej religii lub wyznania.